# Txomin Larrainzar Santamaria
Txomin Larrainzar Santamaría (nascut 8 de setembre de 1969 a Pamplona) és un ex futbolista navarrès que actuava en la posició de defensa. En els seus inicis va ser conegut com a Larrainzar I, al coincidir en el primer equip d'Osasuna amb el seu germà Iñigo Larrainzar, Larrainzar II. A Sadar és on va desenvolupar la major part de carrera esportiva, tant a Primera com a Segona Divisió. Va recuperar la màxima categoria a les files del Màlaga, tot i que no va ser dels fixes del club andalús.

## Clubs
| Club             | Any       |
| ---------------- | --------- |
| Osasuna Promesas | 1988-1990 |
| Osasuna          | 1988-1996 |
| Màlaga CF        | 1996-2002 |
| Llevant UE       | 2002-2003 |